# Exechia serrata
Exechia serrata är en tvåvingeart som beskrevs av Johannes Winnertz 1863. Exechia serrata ingår i släktet Exechia och familjen svampmyggor. Inga underarter finns listade i Catalogue of Life.